# Farsalia
La Farsalia es un poema inacabado en diez cantos sobre la guerra civil entre Julio César y Cneo Pompeyo Magno, escrito por Lucano. El Canto VI es conocido por ser el documento más completo que hay sobre necromancia en la Antigüedad.

## Contenido

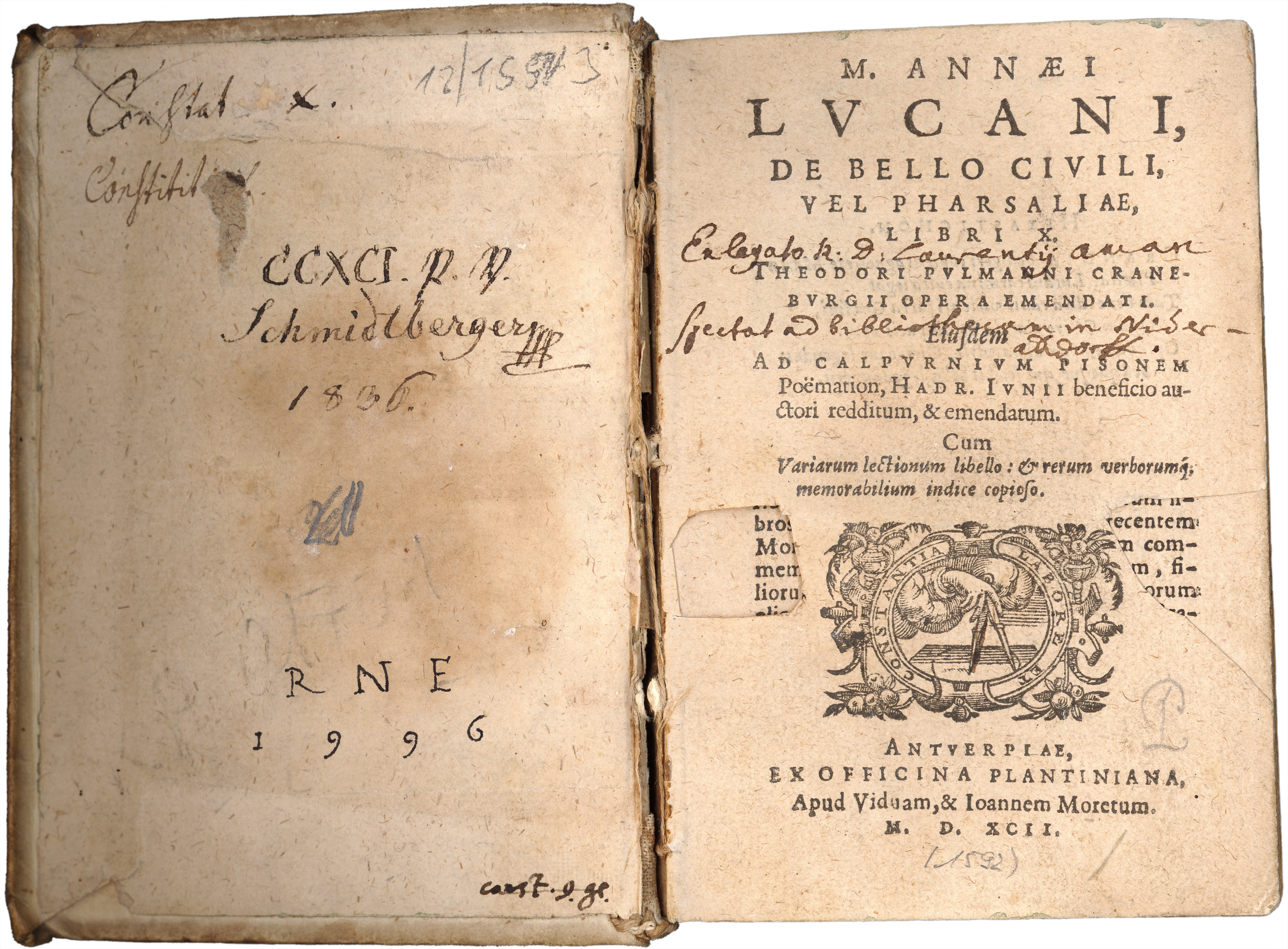
Edición de la Farsalia de 1592.

Lucano se había propuesto regresar a la antigua tradición romana de la epopeya histórica, pero decidido a no dejar intervenir ningún elemento maravilloso e irracional, lo que se oponía a las corrientes contemporáneas que seguían el modelo virgiliano de narración legendaria y mitológica, recibió por esta causa una dura crítica por parte de Petronio en su libro El Satiricón, donde, por boca de Eumolpo, se señala que no se pueden poetizar hechos como la guerra civil sin un serio bagaje de conocimientos. A continuación, Eumolpo improvisa un canto de cerca de 300 versos, de imitación virgiliana, como ejemplo de cómo debe ser este tipo de composición.
En el proyecto inicial, Lucano pretendía llevar su relación histórica versificada hasta la muerte de Julio César o la batalla de Filipos, pero sus planes quedaron inconclusos. Así, la obra, tal y como ha llegado hasta nosotros, está compuesta por 8000 hexámetros en diez libros. El décimo se interrumpe en el verso 546. Los primeros tres libros, dedicados a Nerón, aparecieron en vida del autor. Los restantes se publicaron póstumamente debido al veto del emperador, que claramente distinguía en ellos los motivos antimonárquicos.
Este cambio de tono en la composición es reflejo directo de las vicisitudes personales de su autor, desde el ampuloso elogio neroniano del primer libro hasta la exaltación de los pompeyanos y la añoranza de la libertad republicana en los últimos. Por lo demás, a pesar de la rapidez con que fue compuesto el poema, este sigue un orden estrictamente cronológico, con un movimiento regular y sin notables diferencias de estilo, y una intensificación del tono retórico a partir del libro VI. Algunas de las descripciones de los personajes están dotadas de gran fuerza, como cuando en el caso del envejecido Pompeyo, en el libro I, señala que: «Se mantenía como sombra de un gran nombre». Los defectos de su estilo, que a veces resulta oscuro y recargado, hay que achacarlos en cualquier caso a su temprana muerte, que le impidió un repaso de su obra. Toda ella, en conjunto, ha sido considerada por los críticos como precursora del nuevo clasicismo latino, que más adelante impondrían Tácito y Juvenal.
Algunos críticos ven este poema como una visión antiimperial en la que Lucano se burla de Nerón.